# Aske (EP)
Pour les articles homonymes, voir Aske.
Albums de Burzum
Burzum
(1992) Det som engang var
(1993)
Aske (signifiant « cendres » en norvégien) est le deuxième enregistrement du groupe de black metal norvégien Burzum. Il a été enregistré en avril et août 1992, et publié en mars 1993.
La couverture de l'album est une photographie de la stavkirke de Fantoft après son incendie du 6 juin 1992v dont Varg Vikernes est très fortement soupçonné d'être l'auteur. Les 1 000 premiers exemplaires de Aske furent distribués avec un briquet comportant la même image.

## Liste des titres
Tout a été composé par le Count Grishnack :
Face A (Hate)
1. Stemmen fra tårnet (« la voix venant de la tour »)
2. Dominus Sathanas (« maître Satan »)

Face B (Winter)
1. A Lost Forgotten Sad Spirit (« un esprit perdu, oublié et triste »)

## Membres
- Count Grishnackh (Varg Vikernes) : Chant, batterie, guitare, production
- Samoth (Tomas Thormodsæter Haugen) : Basse

## Informations complémentaires
- Ce mini-album est devenu extrêmement rare, car il n'a jamais été réédité au sens propre du terme. En 1995, Misanthropy Records, alors nouvelle maison de disque de Burzum, ressort le premier album Burzum avec cet EP en bonus intitulé Burzum/Aske. Euronymous et Samoth ne furent d'ailleurs pas crédités malgré leur participation. Le titre A Lost Forgotten Sad Spirit en version originale n'apparaît pas car remplacé par cette version.